# 岡山県議会
岡山県議会は、岡山県に設置されている地方議会である。

## 概要

### 任期
4年。議会が解散されれば、その時点で失職する。

### 定数
55名

### 選出方法
中選挙区制と小選挙区制を実施。

### 会派
| 会派名                     | 議員数 | 所属党派                              | 女性議員数 | 女性議員の比率(%) |
| -------------------------- | ------ | ------------------------------------- | ---------- | ----------------- |
| 自由民主党岡山県議団       | 34     | 自由民主党                            | 4          | 11.8              |
| 民主・県民クラブ           | 10     | 立憲民主党3人 国民民主党1人 無所属6人 | 4          | 40                |
| 公明党岡山県議団           | 6      | 公明党                                | １         | 17.7              |
| 日本共産党岡山県議会議員団 | 3      | 日本共産党                            | 2          | 66.7              |
| 無所属                     | 2      | 無所属                                | 1          | 50                |
| 欠員                       | 0      |                                       |            |                   |
| 合計                       | 55     |                                       | 12         | 21.82             |

※2023年5月1日現在。
- 常任委員会
  - 総務委員会
  - 環境文化保健福祉委員会
  - 産業労働警察委員会
  - 農林水産委員会
  - 土木委員会
  - 文教委員会

- 特別委員会
  - 決算特別委員会
  - 行財政改革等特別委員会
  - 地域振興等特別委員会
  - 防災・環境対策・新エネルギー特別委員会
  - 子ども応援・学力向上対策等特別委員会

- 議会運営委員会

- 事務局[1]
  - 総務課
  - 議事課
  - 政務調査室

### 政務費条例
全国の都道府県議会で唯一全領収書の提出を求めておらず、2014年の全領収書提出の改革案も自民の反対多数で否決された。

## 議員報酬等
| 役職   | 議員報酬         | 政務活動費  |
| ------ | ---------------- | ----------- |
| 議長   | 月額 100万0000円 | 月額 35万円 |
| 副議長 | 月額 90万0000円  | 月額 35万円 |
| 議員   | 月額 84万0000円  | 月額 35万円 |

- 別途、年2回期末手当あり
- 政務活動費の残金は県に返還する義務がある
- 議員年金は2011年（平成23年）6月1日で廃止されている

## 選挙区
県議会議員の選挙区は2006年5月の県議会で見直しが行われ、2007年4月8日執行の岡山県議会議員選挙から適用された。2009年4月に岡山市が政令指定都市に移行したことに伴い、通常は人口に比例して各区選挙区の定員を配分するが、与党の賛成多数により南区の選挙区定員が、人口比例配分の4人から、現職議員の住所地を重要視して3人に減らされ、北区・加賀郡選挙区が9人となった。2015年4月12日執行の岡山県議会議員選挙から勝田郡選挙区が津山市・苫田郡選挙区と合区され定数が1削減された。
| 選挙区名           | 定数 | 選挙区名               | 定数 | 選挙区名       | 定数 | 選挙区名       | 定数 | 選挙区名       | 定数 |
| ------------------ | ---- | ---------------------- | ---- | -------------- | ---- | -------------- | ---- | -------------- | ---- |
| 岡山市北区・加賀郡 | 8    | 倉敷市・都窪郡         | 14   | 井原市・小田郡 | 2    | 備前市・和気郡 | 2    | 美作市・英田郡 | 1    |
| 岡山市中区         | 4    | 津山市・苫田郡・勝田郡 | 4    | 総社市         | 2    | 瀬戸内市       | 1    | 浅口市・浅口郡 | 1    |
| 岡山市東区         | 3    | 玉野市                 | 2    | 高梁市         | 1    | 赤磐市         | 1    | 岡山市南区     | 4    |
| 笠岡市             | 2    | 新見市                 | 1    | 真庭市・真庭郡 | 1    | 久米郡         | 1    |                |      |

## 主な岡山県議会議員出身者
- 小林孝一郎 - 参議院議員、医師
- 池田道孝 - 元衆議院議員
- 姫井由美子 - 元参議院議員、司法書士
- 藤井勝志 - 元衆議院議員
- 江田三郎 - 元衆議院議員、元参議院議員、弁護士
- 則武真一 - 元衆議院議員

## その他
岡山県議会議員13人が2016年度に公費を用いて実施した海外視察について、県議会事務局に提出した視察報告書の多くに於いて、ほぼ同一の文章が使い回されていることが、2018年1月31日に判明。インターネット百科事典などからのコピー・アンド・ペーストと考えられる表現も多く見られたほか、「コレクション」が「これ区書」となっているなどの誤変換が同一箇所で見られるなどした。